# Fortunià
| ⇦ CAMBRIÀ ⇨ |              |                |             |                                                                        |
| Període     | Sèrie        | Estatge        | Edat (Ma)   | EGL                                                                    |
| Cambrià     | Furongià     | Desè estatge   | ~ 489,5     | Estratotip Global de Límit encara per definir                          |
| Cambrià     | Furongià     | Jiangshanià    | ~ 494       | Estratotip Global de Límit: Secció B de Duibian (Zhejiang, Xina)       |
| Cambrià     | Furongià     | Paibià         | ~ 497       | Estratotip Global de Límit: Secció de Paibi (Hunan, Xina)              |
| Cambrià     | Miaolingià   | Guzhanguià     | ~ 500,5     | Estratotip Global de Límit: Secció de Luoyixi (Hunan, Xina)            |
| Cambrià     | Miaolingià   | Drumià         | ~ 504,5     | Estratotip Global de Límit: Esquistos de Wheeler (Utah, Estats Units)  |
| Cambrià     | Miaolingià   | Wuliuà         | ~ 509       | Estratotip Global de Límit: Secció de Wuliu-Zengjiayan (Guizhou, Xina) |
| Cambrià     | Segona sèrie | Quart estatge  | ~ 514       | Estratotip Global de Límit encara per definir                          |
| Cambrià     | Segona sèrie | Tercer estatge | ~ 521       | Estratotip Global de Límit encara per definir                          |
| Cambrià     | Terranovià   | Segon estatge  | ~ 529       | Estratotip Global de Límit encara per definir                          |
| Cambrià     | Terranovià   | Fortunià       | 541,0 ± 1,0 | Estratotip Global de Límit: Secció de Fortune Head (Terranova, Canadà) |

|-
El Fortunià és el primer estatge faunístic del Cambrià. Comprèn el temps entre fa 541,0 ± 1,0 milions d'anys i fa ~ 529 milions d'anys. Segueix el període Ediacarià, del Neoproterozoic, i precedeix el segon estatge del Cambrià, que encara no té nom.
És el més antic dels dos estatges que formen la sèrie del Terranovià. La seva base es defineix com a la primera aparició de l'icnofòssil Treptichnus pedum. Encara no s'ha definit formalment el límit superior del Fortunià, que també és la base del segon estatge del Cambrià, però se sap que correspondrà a l'aparició d'una espècie d'arqueociat o «fauna petita amb closca» fa ~ 529 milions d'anys.

## Etimologia
El nom «Fortunià» deriva d'una part de la península de Burin, el poble de Fortune, que està situat a prop de l'EGL i la Badia de Fortune.